# Diecezja Kolwezi
Diecezja Kolwezi – diecezja rzymskokatolicka  w Demokratycznej Republice Konga. Powstała w 1971.

## Biskupi diecezjalni
- Bp Victor Petrus Keuppens, O.F.M. (1971– 1974)
- Bp Floribert Songasonga (1974 – 1998)
- Bp Nestor Ngoy (2000 – 2022)
- Bp Richard Kazadi Kamba (od 2022)